# Цетлин, Виктор Ионович
Ви́ктор Ио́нович Цетлин (род. 2 ноября 1941, Свердловск) — советский и российский биохимик, доктор химических наук (1987), профессор, член-корреспондент РАН (2006), заведующий Отделом молекулярных основ нейросигнализации Института биоорганической химии им. академиков М. М. Шемякина и Ю. А. Овчинникова РАН.

## Биография
В 1973 году защитил кандидатскую диссертацию «Линейные и циклические пептидные субстраты пепсина и ?-химотрипсина», в 1987 году — докторскую диссертацию «Исследование пространственной структуры белков и белок-легандных взаимодействий сочетанием химических и спектральных методов : полипептидные нейротоксины бактериородопсин».
С 25 мая 2006 года — член-корреспондент РАН по специальности «структура и функция биополимеров, биоинженерия», Отделение биологических наук.

## Звания и награды
- Лауреат Государственной премии СССР.
- Лауреат премии Гумбольдта[3].
- Лауреат премии имени М. М. Шемякина[4].